# توماس تورانس
توماس فورسيث تورانس MBE FRSE FBA‏ (30 أغسطس 1913 - 2 ديسمبر 2007)، يشار إليه عادة باسم تي.إف تورانس، كان عالم لاهوت ووزيرًا بروتستانتيًا اسكتلنديًا. خدم تورانس لمدة 27 عامًا كأستاذ للدغماتية المسيحية في نيو كولج في جامعة إدنبرة. اشتهر بعمله الرائد في دراسة العلوم واللاهوت، لكنه يحظى باحترام مماثل لعمله في علم اللاهوت النظامي. بينما كتب العديد من الكتب والمقالات التي تعزز دراسته الخاصة لعلم اللاهوت، قام أيضًا بتحرير ترجمة عدة مئات من الكتابات اللاهوتية إلى الإنجليزية من لغات أخرى، بما في ذلك الترجمة الإنجليزية لمجلد من ثلاثة عشر مجلدًا، وستة ملايين كلمة لعالم اللاهوت السويسري. كارل بارث، وكذلك شروح العهد الجديد لجان كالفن. كان عضوا في عائلة تورانس الشهيرة من علماء اللاهوت.
تم الاعتراف بتورانس كواحد من أهم اللاهوتيين الناطقين باللغة الإنجليزية في القرن العشرين. في عام 1978، حصل على جائزة مؤسسة تمبلتون للتقدم في الدين.